# Havzova
Havzova è un comuni dell'Azerbaigian situato nel distretto di Lənkəran.